# Federazione mondiale per la salute mentale
La Federazione mondiale per la salute mentale (World Federation for Mental Health, in sigla WFMH) è un'organizzazione internazionale non governativa. È stata fondata nel 1948.

## Scopi
Gli scopi di questa organizzazione includono:
- la prevenzione di disordini psichici;
- Il trattamento e la cura dei disordini psichici;
- la promozione della salute mentale [2]

La federazione, attraverso i suoi membri e contatti in più di 94 paesi in sei continenti, ha risposto a crisi a carattere internazionale rispetto alla salute mentale  attraverso come unica organizzazione internazionale  di difesa e di educazione pubblica nel campo della salute mentale. La sua composizione organizzativa e individuale comprende operatori di salute mentale di tutte le discipline, i destinatari di servizi di salute mentale, familiari ed i cittadini interessati. Fin dall'inizio la federazione aveva per scopo l'educazione sia del pubblico che dei professionisti influenti, con attenzione sia verso la salute degli individui che quella dei gruppi e delle nazioni. Brock Chisholm, fu tra i fondatori della federazione.
Il 10 ottobre 1992 ha istituito la Giornata mondiale della salute mentale.

## Lista dei presidenti
- John Rawlings Rees - Primo presidente
- Frank Fremont-Smith - Secondo presidente
- Margaret Mead (dal 1956 al 1957)
- Brock Chisholm (dal 1957 al 1958)
- Morris Carstairs (dal 1968 al 1972)
- Eugene Brody (dal 1981 al 1983)